# Wolna Wieś
Wolna Wieś (do 31 grudnia 2002 Kolonia Komorzeńska) – przysiółek wsi Komorzno w Polsce, położona w województwie opolskim, w powiecie kluczborskim, w gminie Wołczyn.